# Везендіу
Везендіу (рум. Vezendiu) — село у повіті Сату-Маре в Румунії. Входить до складу комуни Тірям.
Село розташоване на відстані 449 км на північний захід від Бухареста, 41 км на південний захід від Сату-Маре, 125 км на північний захід від Клуж-Напоки.

## Населення
За даними перепису населення 2002 року у селі проживали 510 осіб.
Національний склад населення села:
| Національність | Кількість осіб | Відсоток |
| -------------- | -------------- | -------- |
| румуни         | 456            | 89,4%    |
| цигани         | 51             | 10,0%    |

Рідною мовою назвали:
| Мова      | Кількість осіб | Відсоток |
| --------- | -------------- | -------- |
| румунська | 503            | 98,6%    |
| угорська  | 7              | 1,4%     |